# ان‌جی‌سی ۷۰۳۳
ان‌جی‌سی ۷۰۳۳ (انگلیسی: NGC 7033) یک کهکشان عدسی شکل است که در فاصله ۳۹۰ میلیون سال نوری از ما در صورت فلکی اسب بزرگ قرار دارد. این بخشی از یک جفت کهکشان است که شامل کهکشان مجاور ان‌جی‌سی ۷۰۳۴ است. کهکشان NGC 7033 توسط ستاره شناس آلبرت مارت در ۱۷ سپتامبر ۱۸۶۳ کشف شد.